# Endomorf
Ordet endomorf kommer af græsk endon = "indvendig" + morphe ="form". Det bruges inden for biologien om organismers eller organers form, når den er bestemt af indre forhold, være sig det er svulster, svind eller naturlige formgivende processer.
Et godt eksempel på endomorfi har man i de afvigende rodformer, der opstår, når endomykorrhiza-svampe lever symbiotisk med planter. Her er det indtrængning af specialiserede hyfer i og mellem planterodens celler, der misdanner roden.
Andre eksempler ses blandt kloner af planter med afvigende ydre, f.eks. den forvredne klon 'Tortuosa' af Korea-Pil eller den kugleformede klon 'Danica' af Almindelig Thuja.